# Oliver O. Howard
Oliver Otis Howard (Leeds (Maine), 8 november 1830 - Burlington (Vermont), 26 oktober 1909) was een Amerikaans generaal die diende in de Amerikaanse Burgeroorlog en de Amerikaans-indiaanse oorlogen. Tevens is hij de stichter van de Howard-universiteit waar hij enige jaren rector van was.
Hij stond bekend als een zorgzaam, humaan en diepgelovig mens.

## Biografie

### Vroege jaren
Oliver Otis Howard werd geboren als de zoon van de boer Rowland Bailey Howard en Eliza Otis Howard. Zijn vader overleed toen de jonge Oliver slechts negen jaar oud was. Op negentienjarige leeftijd studeerde hij af op het Bowdoin College en vervolgens ging hij studeren aan de United States Military Academy waar hij in 1854 afstudeerde. Het jaar daarop trouwde hij met Elizabeth Anne Waite bij wie hij in totaal zeven kinderen zou krijgen. In 1857 werd hij overgeplaatst naar Florida om in de Seminolenoorlog te vechten.
Het was in zijn tijd in Florida dat Howard zich bekeerde tot het evangelisch christendom. Hij overwoog in die tijd ook om ontslag te nemen en minister te worden. In juli 1857 werd hij gepromoveerd tot eerste luitenant en keerde hij terug naar West Point om daar les te gaan geven in wiskunde. Toen de Amerikaanse Burgeroorlog uitbrak zette hij zijn plannen om minister te worden opzij en besloot hij voor het leger te blijven vechten.

### Amerikaanse Burgeroorlog
Howard werd aangesteld als kolonel van de 3rd Maine Infantry en voerde het commando over een brigade in de Eerste Slag bij Bull Run. Op 3 september 1861 werd hij benoemd tot brigadegeneraal en diende hij onder George McClellan tijdens de Schiereilandveldtocht. Hij raakte vervolgens op 1 juni 1862 gewond in de slag bij Seven Pines. Twee kogels hadden zich in zijn rechterarm geboord die daarop werd geamputeerd. Howard herstelde redelijk snel en vocht alweer mee in de Union Army in de slag bij Antietam. In dat zelfde jaar werd hij gepromoveerd tot majoor-generaal. In de slag bij Chancellorsville leed hij zijn eerste nederlaag.

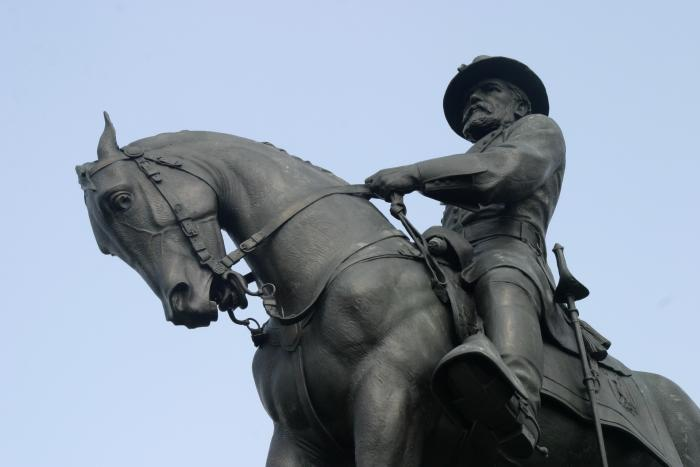
Ruiterstandbeeld van Howard bij het slagveld van Gettysburg

In de slag bij Gettysburg leidde hij het XI Corps. Door een verkeerde defensieve positie werd zijn leger hier wederom teruggedrongen door het Army of Northern Virginia. Toen hij zich terugtrok organiseerde hij een nieuwe defensieve positie op Cemetery Hill waar hij uiteindelijk kon standhouden. Na Gettysburg werd Howard met zijn leger naar het westelijke front gestuurd om daar slag te leveren. Na de dood van James B. McPherson werd hij de commandant van het Army of the Tennessee en leidde vervolgens de linkerflank tijdens Shermans Mars naar de Zee.

### Naoorlogse carrière
Tussen mei 1865 en juli 1874 was Howard de voorzitter van het Bureau voor Vluchtelingen, Vrijgelatenen en Verlaten Landerijen om de vrijgelaten slaven te helpen een plek te laten vinden in de vrije samenleving. Het bureau zou al snel ten prooi vallen aan de partijpolitiek en corruptie, maar Howard zelf bleef van alle smetten vrij. In 1867 was Howard ook betrokken bij de oprichting van de Howard-universiteit. Tussen 1869 en 1874 zou hij ook optreden als rector van de nieuwe universiteit.
In 1872 werd hij aangesteld om vrede te bewerkstelligen tussen de Amerikanen en de Apachen onder leiding van Cochise en wist deze in oktober van dat jaar te bereiken. Hij werd vervolgens in 1874 aangesteld als commandant in het Departement van Columbia. Vanuit deze positie was Howard genoodzaakt om drie jaar later om de ongebonden groepen van de Nez Percé in het reservaat te krijgen. Toen de vredesbesprekingen tussen de partijen spaak liepen werd Howard gedwongen om militair op te treden, maar hij leidde diverse nederlagen tegen het inheemse volk. Toch gaf Chief Joseph van de Nez Percé zich na de Slag bij Bear Paw aan hem over.

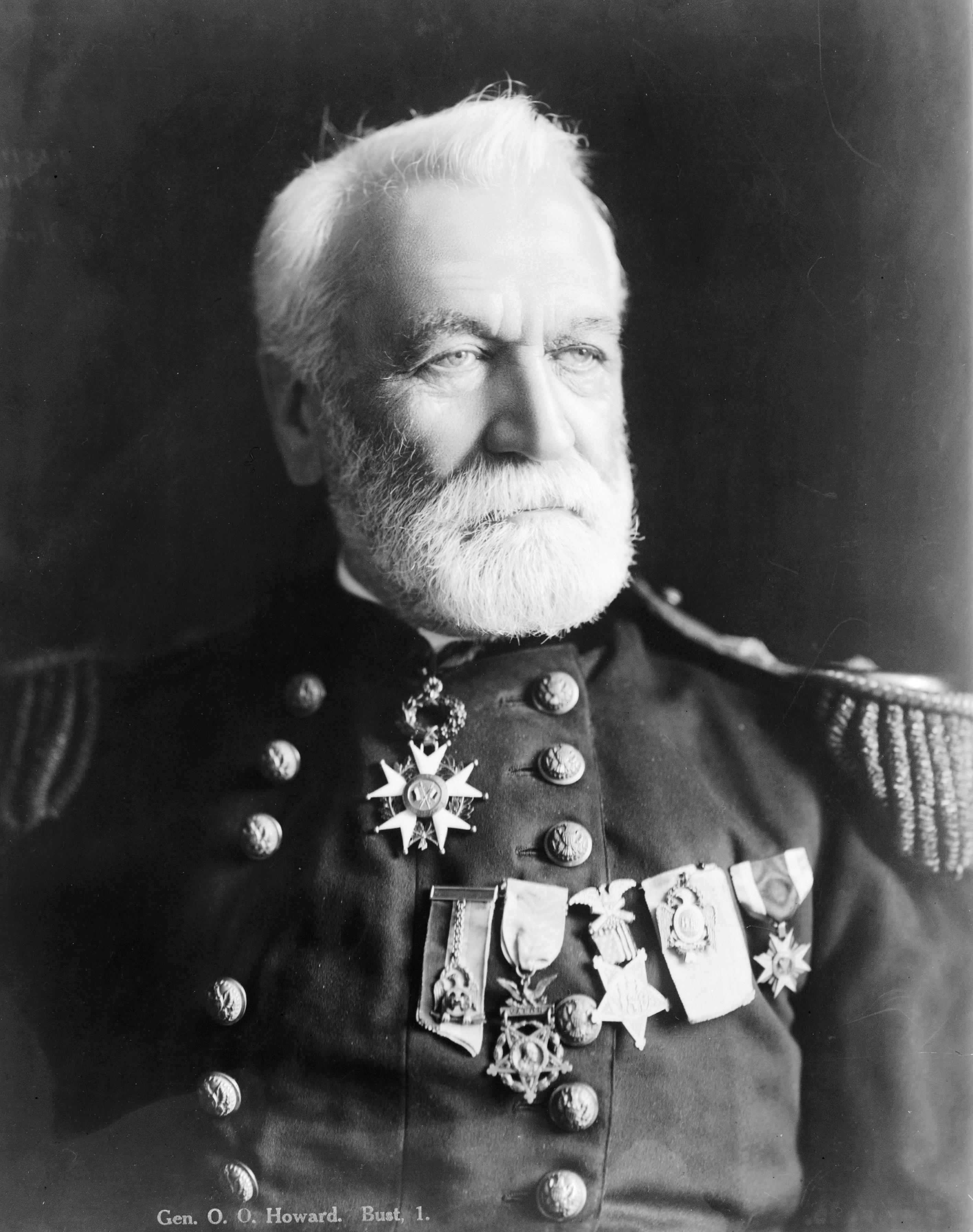
Fotoportret van Oliver O. Howard, 1908.

### Laatste jaren
Tussen 1881 en 1882 was Howard superintendant van de United States Military Academy en vervolgens ook van de Military Division of the Pacific tussen 1886-1888. Het laatste commando dat hij voerde was als commandant van het Department of the East op Fort Jay op Governors Island. Hij ging uiteindelijk 1894 met pensioen. Op 26 oktober 1909 overleed hij in Burlington en werd op de lokale begraafplaats begraven.

## Nalatenschap
Op East Cemetery Hill bij het slagveld van Gettysburg is een ruiterstandbeeld van Howard opgericht. Daarnaast zijn er meerdere dingen naar hem vernoemd, waaronder Howard County in Nebraska.

## Geselecteerde bibliografie
Na de Amerikaanse Burgeroorlog schreef Oliver O. Howard meerdere boeken:
- Donald's School Days (1878)
- Nez Perce Joseph (1881)
- General Taylor (1892)
- Isabella of Castile (1894)
- Fighting For Humanity, or Camp and Quarterdeck (1898)
- Henry in the War: Or the Model Volunteer (1899)
- Autobiography (1907)
- My Life and Experiences among Our Hostile Indians (1907)

## In populaire media
In de film Broken Arrow uit 1950 werd zijn rol geportretteerd door de acteur Basil Ruysdael. In The Last Wagon stapte acteur Carl Benton Reid in de rol van Howard en James Whitmore in de film I Will Fight No More Forever.
- Biblioteca Nacional de España: XX891975
- Gemeinsame Normdatei: 119337134
- International Standard Name Identifier: 0000 0001 0959 1351
- Library of Congress Control Number: n80017916
- National Archives and Records Administration: 10580243
- Nationale Bibliotheek van Israël: 987007279854005171
- Nederlandse Thesaurus van Auteursnamen: 070561346
- SNAC: w6107w84
- Système universitaire de documentation: 138763682
- Virtual International Authority File: 20488533
- WorldCat: E39PBJy8x3DTDJc6fQWF3t7GpP